# گواه

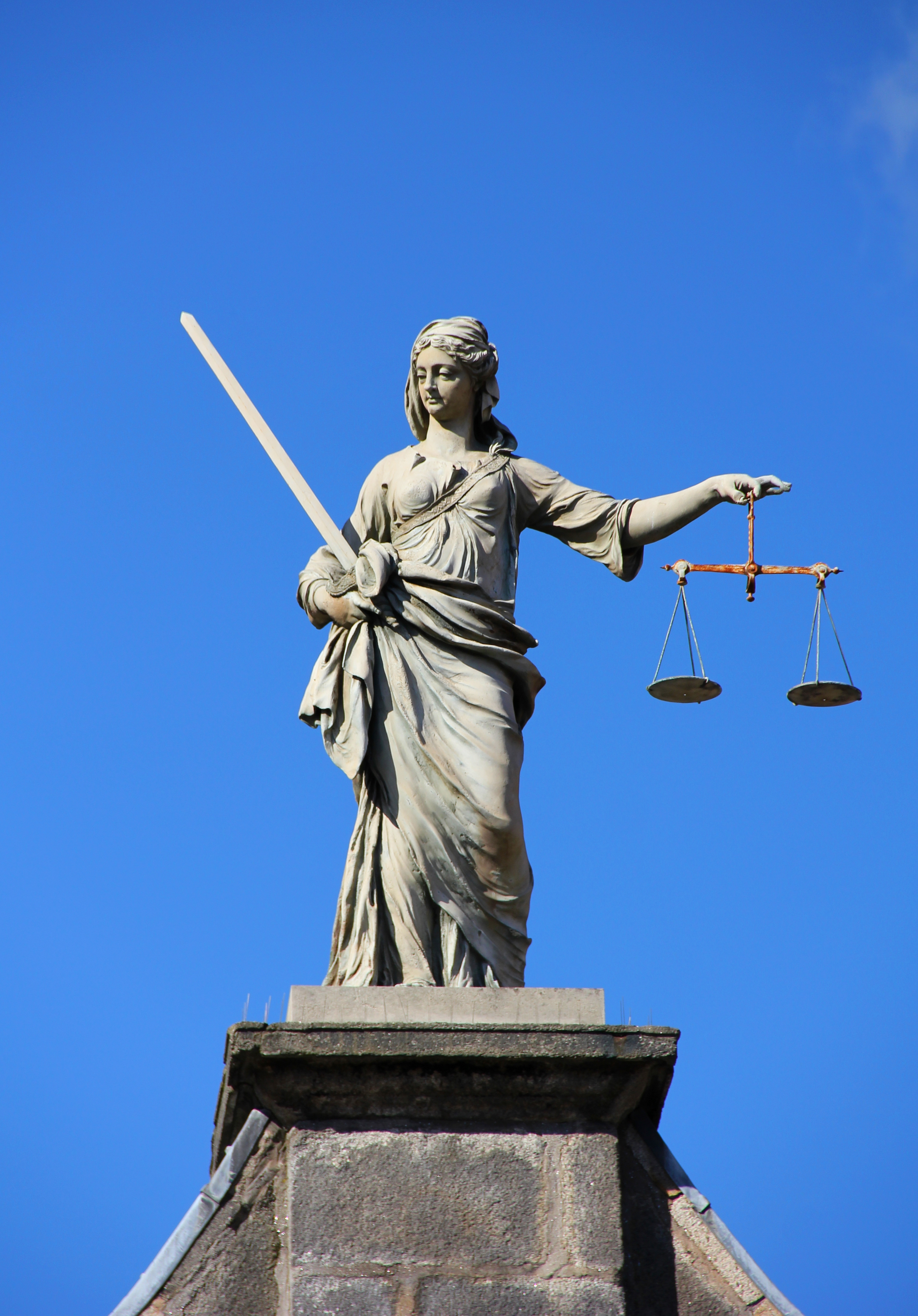
The balance scales.

گواه یا مدارک و شواهد، (به انگلیسی: Evidence)، به‌طور کلی، هر چیزی است که در پشتیبانی از یک ادعا ارائه شده‌است. این حمایت ممکن است قوی یا ضعیف باشد. قویترین نوع گواه آنست که شواهدی برای اثبات مستقیم حقیقت یک ادعا را فراهم می‌کند. در آن سوی مفرط دیگر، شواهدی قرار می‌گیرند که تنها با یک ادعا سازگارند اما جنبهٔ دیگر را نفی نمی‌کنند، اظهارات ضد و نقیض، همان‌گونه که در مورد گواه ضمنی است.
در حقوق، ادله اثبات دعوی حاکم بر انواع دیگر شواهدی است که قابل پذیرش در یک اقدام قانونی هستند. انواع مدارک قانونی شامل گواهی، گواه مستند و گواه فیزیکی یا مادی است. بخش‌هایی از یک مورد قانونی که در آن بحث و دوسخنی دیده نمی‌شود، به‌طور کلی، به عنوان «حقایق مورد» شناخته می‌شوند.گواه به شاهد و فرد شهادت دهنده نیز میگویند و عربی آن نیز برهان و معللّل میباشد. یعنی سندی بر درستی یک چیز به عبارت دیگر گواه یعنی علّت محکمه پسند در عرف جامعه.